# Bureau voor publicaties van de Europese Unie
Het Bureau voor publicaties van de Europese Unie, kortweg het Publicatiebureau (OP), is de uitgeverij voor publicaties van de instellingen van de Europese Unie. Het interinstitutionele bureau is gevestigd te Luxemburg en valt onder auspiciën van de Europese Commissie.
Het Publicatiebureau geeft dagelijks het Publicatieblad van de Europese Unie uit in 23 talen (24 als ook het Iers verplicht is). Daarnaast geeft het alleen of samen met andere uitgevers allerlei andere publicaties van de EU-instellingen uit. Bovendien biedt het Publicatiebureau een aantal online-diensten aan, zoals gratis toegang tot de wetgeving van de EU (EUR-Lex), EU-publicaties (EU Bookshop), aanbestedingen van de EU (TED) en onderzoek en ontwikkeling van de EU (CORDIS).